# Radovljica
Radovljica là một khu tự quản (tiếng Slovenia: občine, số ít – občina) trong vùng Gorenjska của Slovenia. Radovljica có diện tích 118.7 km2, dân số là theo điều tra ngày 31 tháng 3 năm 2002 là 18164 người. Thủ phủ khu tự quản Radovljica đóng tại Radovljica.